# Kazimierz Sołtykowski
Kazimierz Aleksander Sołtykowski (ur. 2 stycznia 1906 w Krakowie, zm. 21 listopada 1978 w Katowicach) – polski architekt.

## Życiorys
Był absolwentem Wydziału Budownictwa Państwowej Wyższej Szkoły Budowlanej w Krakowie w 1925 oraz absolwentem Wydziału Architektury Akademii Górniczo-Hutniczej w Krakowie w 1949. Jeszcze przed wojną studiował również na krakowskiej Akademii Sztuk Pięknych.
Pracował w Wydziale Budownictwa krakowskiego urzędu miejskiego (1925–1929), następnie jako referent i kierownik Biura Konstrukcyjnego w Wydziale Komunikacyjno-Budowlanym Urzędu Wojewódzkiego Śląskiego w Katowicach (w latach 1929–1934). Szefował też Wojewódzkiemu Kierownictwu Budowy Kolonii Robotniczych w Katowicach oraz opracowywał projekty szkół powszechnych w województwie śląskim. W latach 1935–1939 i 1945–1949 był wolno praktykującym architektem. Zamieszkiwał wówczas w Mysłowicach. W latach 1940–1944 pracował w krakowskim biurze K. Weissa. Wykonywał tam m.in. projekty rozbudowy i adaptacji zabytkowych dworów. W 1949 podjął pracę w biurze Miastoprojekt Katowice (do 1971). Był jednym z twórców tego biura. Pełnił tam m.in. funkcje projektanta, kierownika pracowni, a także głównego specjalisty oraz kierownika zespołu sprawdzającego.
Od 1935 był członkiem katowickiego oddziału SARP (członek zarządu oddziału w latach 1938–1939 i 1947–1949). W latach 1959–1961 był wiceprezesem zarządu oddziału katowickiego SARP, a w latach 1963–1965 – sekretarzem oddziału. W 1968–1973 był członkiem oddziałowego sądu koleżeńskiego SARP, a w latach 1947–1977 – sędzią konkursowym SARP.
Został pochowany na cmentarzu na Salwatorze w Krakowie.

## Dorobek architektoniczny (wybrane projekty i realizacje)
- szkoła w Załężu;
- szkoła powszechna przy ul. Gliwickiej w Katowicach;
- szkoła powszechna w Gardawicach;
- szkoła powszechna w Jaśkowicach;
- szkoła powszechna w Lubszy (1935–1938)[4][5];
- szkoła w Istebnej;
- Szkoła Zawodowa Żeńska w Bielsku[6];
- szkoła w Strumieniu;
- szkoła w Olzie;
- szkoła w Lędzinach;
- osiedle „Kolonia Grażyńskiego” w Szarleju[7];
- budynek liceum przy pl. Gwarków w Katowicach–Koszutce[8] (obecna siedziba Głównego Instytutu Górnictwa)[9][10];
- gimnazjum jezuickie w Czechowicach;
- szkoła ogólnokształcąca w Bielsku;
- gmachy Szkół Przemysłu Górniczego;
- szkoła podstawowa w Koziegłowach;
- szkoła w Koziegłówkach;
- kościół pw. św. Jacka w Katowicach-Ochojcu;
- kościół pw. Najświętszej Marii Panny Matki Kościoła w Jastrzębiu-Zdroju (1975–1980) – współautorstwo z Mieczysławem Królem;
- willa przy ul. Mazowieckiej 16 w Katowicach[11];
- willa inż. Zagrodzkiego przy ul. gen. J. Zajączka 6 w Katowicach[12][13];
- zespół osiedla Gołonóg w Dąbrowie Górniczej (współautorstwo);
- kościół pw. Matki Boskiej Nieustającej Pomocy w Katowicach przy ul. Siewnej (1957, niezrealizowany)[14].

## Nagrody i odznaczenia
- Złoty Krzyż Zasługi (1958)
- laureat Nagrody Wojewódzkiej (1964)
- Krzyż Kawalerski Orderu Odrodzenia Polski (1969)
- Srebrna Odznaka SARP (1968)
- Złota Odznaka SARP (1975)
- Medal SARP „Za osiągnięcia w dziedzinie architektury” (1976)